# Maxim Sheiko
Maxim Sheiko (né le 14 avril 1988) est un haltérophile russe.

## Palmarès

### Championnats d'Europe
- 2013 à Tirana
  -  Médaille d'argent en moins de 105 kg.
- 2012 à Antalya
  -  Médaille d'argent en moins de 105 kg.